# 赫朗 (加利福尼亞州)
赫朗（英語：Herlong）是位於美國加利福尼亞州拉森縣的一個人口普查指定地區。

## 地理
赫朗的座標為40°08′37″N 120°08′05″W / 40.14361°N 120.13472°W，而該地最高點為海拔高度1,254米（即4,114英尺）。

## 人口
根據2010年美國人口普查的數據，赫朗的面積為4.217平方千米，當中陸地面積為4.217平方千米，而水域面積為0.000平方千米。當地共有人口87人，而人口密度為每平方千米20人。